# Oocorys abyssorum
Oocorys abyssorum är en snäckart som först beskrevs av Addison Emery Verrill och Smith 1884.  Oocorys abyssorum ingår i släktet Oocorys och familjen hjälmsnäckor. Inga underarter finns listade i Catalogue of Life.